# 洪都拉斯国民党
洪都拉斯国民党（西班牙語：Partido Nacional de Honduras，缩写为PNH）是洪都拉斯主要的右翼政党。该党成立于1902年2月27日。该党的象征颜色是深蓝色。

## 2001年选举

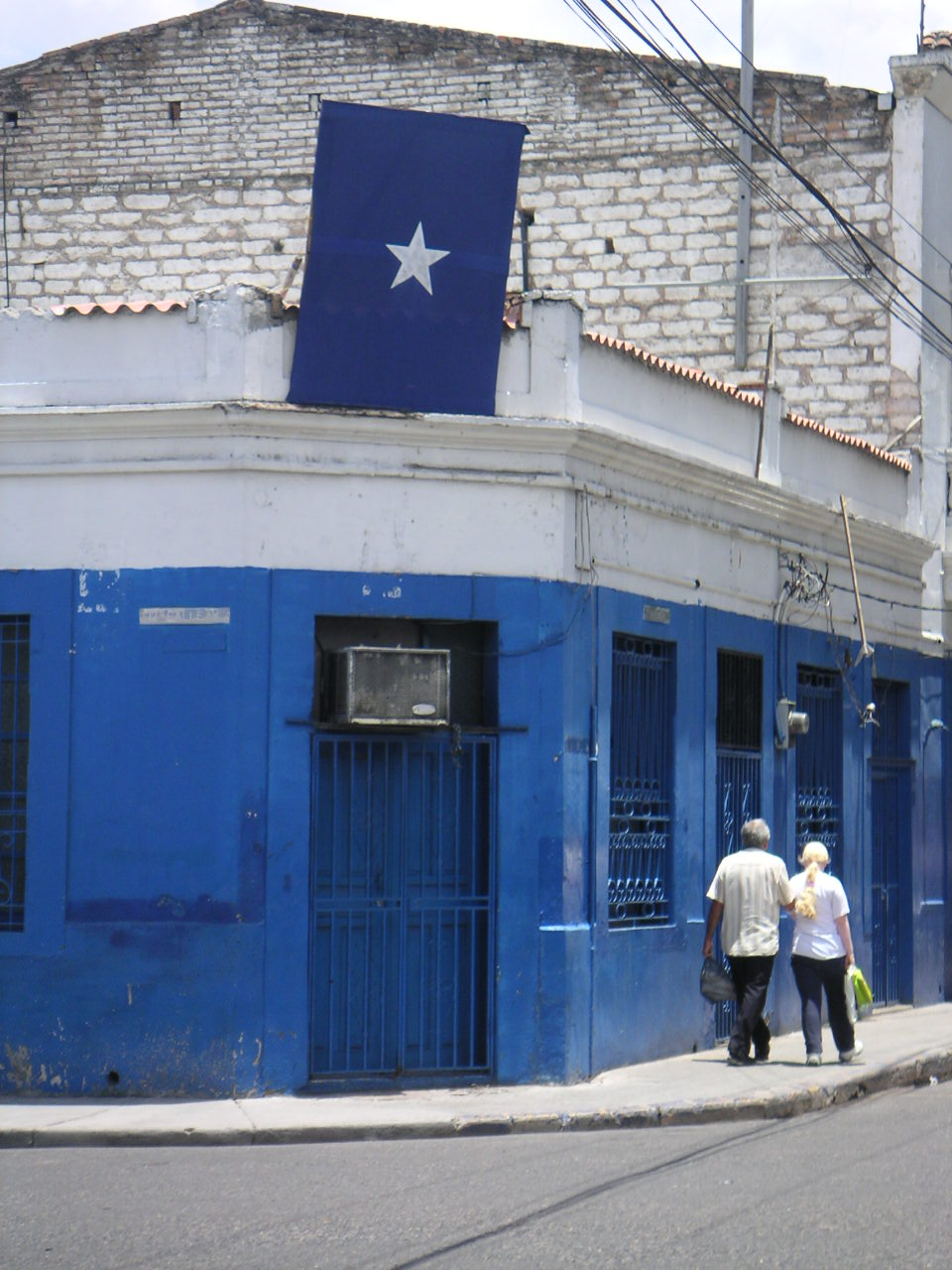
位于洪都拉斯特古西加尔巴的国民党总部

在2001年11月25日的洪都拉斯选举，该党赢得了61个洪都拉斯国民议会的议席，占总票数的46.5％。在总统选举方面，该党候选人里卡多·马杜罗赢得了52.2％并当选总统。

## 2005年选举
在2005年11月27日的立法选举，该党赢得了55个国民议会的议席。该党总统选举的候选人波尔菲里奥·洛沃只得到42.2％的选票，被自由党的曼努埃尔·塞拉亚击败。

## 2009年选举
2009年11月29日的总统选举，是2009年6月28日洪都拉斯军事政变以来的首次总统选举，该党候选人波尔菲里奥·洛沃获得56.6％的票数，赢得本次选举，当选为新一任洪都拉斯总统，但只有哥伦比亚、哥斯达黎加和秘鲁宣布将接受洪都拉斯选举的结果。委内瑞拉、玻利维亚、阿根廷、巴西、智利、厄瓜多尔、尼加拉瓜等国宣布不承认选举的结果。

## 重要領導人
- 蒂武西奧·卡里亞斯·安迪諾
- 胡安·曼努埃爾·加爾韋斯
- 里卡多·馬杜羅